# 中村芳子
中村 芳子（なかむら よしこ、1920年10月30日 - 1987年12月3日）は日本の女優、太夫。本名は渡辺芳子。夫は四代目中村富十郎、長男は初代中村亀鶴、父は初代中村鴈治郎。

## 経歴
1933年西六尋常小学校卒業。同年「碁盤太平記・山科閑居」で初舞台。
父の生家であった大阪新町の妓楼・扇屋が初代・夕霧太夫ゆかりの店であった縁で昭和55年（1980年）11月に夕霧太夫を襲名。毎年11月第2日曜日に初代ゆかりの寺で京都・嵯峨にある清凉寺にて開催される「夕霧供養祭」を始めたのは彼女である（彼女の死後は現役の太夫が行事を引継ぎ参加している）。島原の太夫として活躍の後、昭和62年（1987年）12月逝去。昭和63年（1988年）11月に清凉寺に歌碑が建てられる。
『あでやかに 太夫となりて 我死なん 六十路過ぎにし 霧はかなくも』

## 出演

### 映画
| 公開年                 | 作品名                          | 役名         |
| ---------------------- | ------------------------------- | ------------ |
| 1937年                 | 元禄快挙余譚 土屋主税 落花の巻  | 杉野の妹お園 |
| 1937年                 | 元禄快挙余譚 土屋主税 雪解篇    | 杉野の妹お園 |
| 1938年                 | お洒落狂女                      | お洒落狂女   |
| 1938年                 | 鏡山競艶録                      | 召使お初     |
| 1940年                 | 浪花女                          | おくに       |
| 1941年                 | 芸道一代男                      | おなみ       |
| 1952年〈製作は1945年〉 | 乞食大将                        | 鶴姫         |
| 1954年                 | 妖異忠臣蔵                      | お栄         |
| 1956年                 | お初の片恋                      | 房江         |
| 1959年                 | 鞍馬天狗                        | お柳         |
| 1959年                 | 吹雪と共に消えゆきぬ            | 西原ちづ     |
| 1959年                 | 浪花の恋の物語                  | お清         |
| 1961年                 | 舞妓の休日                      | お君         |
| 1963年                 | 舞妓はん                        | 舞の師匠     |
| 1963年                 | 古都                            | 佐田しげ     |
| 1963年                 | 嵐を呼ぶ十八人                  | 村田安江     |
| 1963年                 | 残菊物語                        | 尾上夫人里   |
| 1963年                 | 舞妓と暗殺者                    | 柳月亭の女将 |
| 1964年                 | 花の舞妓はん                    | 福子         |
| 1964年                 | 博徒                            | きく         |
| 1965年                 | 明治侠客伝 三代目襲名           | おかつ       |
| 1965年                 | 美しさと哀しみと                | 嵐山の老婆   |
| 1965年                 | 蝶々・雄二の 夫婦善哉           | お由         |
| 1966年                 | のれん一代 女侠                 | たみ         |
| 1966年                 | 沓掛時次郎 遊侠一匹             | お槙         |
| 1967年                 | 浪花侠客 度胸七人斬り           | お勝         |
| 1967年                 | 東京ナイト                      | キク         |
| 1967年                 | 大奥㊙物語                      | 玉岡         |
| 1968年                 | 「経営学入門」より ネオン太平記 | タネ         |
| 1969年                 | 雪夫人繪圖                      | お澄         |